# Brûlain

Brûlain este o comună în departamentul Deux-Sèvres, Franța. În 2009 avea o populație de 674 de locuitori.